# 灵空山古建筑群
灵空山古建筑群，位于山西省长治市沁源县城西灵空山，是中华人民共和国山西省文物保护单位之一。
2004年6月10日，授予山西省文物保护单位，是一座古建筑。